# Pareurythoe gracilis
Pareurythoe gracilis är en ringmaskart som beskrevs av Gustafson 1930. Pareurythoe gracilis ingår i släktet Pareurythoe och familjen Amphinomidae. Inga underarter finns listade i Catalogue of Life.